# Актинијум
Актинијум (Ac, лат. actinium) је хемијски елемент из групе непостојаних актиноида са атомским бројем 89. Име је добио по грчкој речи aktinos која означава пречник. Француски хемичар Андре Л. Деберн је открио актинијум 1899. године на основу откривања јонизујућег зрачења. У исто време, кад и Дебијерн, тај елемент је открио и немачки хемичар Фридрих О. Гизел, који је предлагао непризнат назив еманијум (латински emanare значи ширити се, разливати се). Од имена елемента актинијум изводи се и назив целе групе актиноиди, која обухвата радоактивне елементе чије се атомске масе налазе између 89 do 102, од којих је први актинијум. Актинијум се такође понекад сматра и првим прелазним металом 7. периоде, мада се много ређе лоренцијуму додељује та позиција. Актинијум је откривен 1899. године, а био је први непримордијални радиоактивни елемент који је издвојен. Иако су полонијум, радијум и радон откривени прије актинијума, они нису били добијени у чистом облику све до 1902. године.
Актинијум је врло мек, сребрнасто-светли радиоактивни метал који врло бурно реагује са кисеоником и влагом из ваздуха, градећи бели покривни актинијум-оксид који спречава даљњу оксидацију. Као и већина лантаноида и многих актиноида, он задржава оксидационо стање +3 у готово свим својим једињењима. Овај метал се налази само у траговима унутар руда уранијума и торијума у виду изотопа 227, а који се распада током времена полураспада од 21,772 године, претежно емитујући бета, а ређе и алфа-честице. Такође, постоји и изотоп 228, који је бета активан, али му је време полураспада само 6,15 сати. У једној тони природног уранијума у рудама садржано је око 0,2 милиграма актинијума-227, док једна тона природног торијума садржи приближно 5 нанограма актинијума-228. Због велике сличности у физичким и хемијским особинама актинијума и лантана, одвајање актинијума из његових руда није практично. Уместо тога, овај елемент се у милиграмским количинама добија зрачењем неутронима изотопа радијума-226 у нуклеарним реакторима. Због реткости, високе цене добијања и радиоактивности, актинијум нема значајнијих примена у индустрији. Његова употреба своди се на извор неутрона те као средство у радиотерапији, којим се зраче одређене ћелије тумора у телу.

## Историја
Француски хемичар Андре-Луј Деберн објавио је 1899. откриће новог елемента. Издвојио га је из остатака руде уранинита, из које су Марија и Пјер Кири претходно издвојили радијум. Исте године, Деберн је описао нову материју, која је слична титанијуму а у студији из 1900. навео је да је елемент сличан торијуму. Актинијум је, не знајући за Деберново откриће, такође открио и Фридрих Оскар Гизел 1902. године када је нову супстанцу описао да је слична лантану, те га је 1904. године назвао еманијум. Након што су Харијет Брукс 1904, те Ото Хан и Ото Сакур 1905. године упоредили времена полураспада супстанци које су открили Деберн и Гизел, одабрали су да задрже име елемента које је предложио Деберн, јер је био први који га је открио, иако је постојала неподударност у хемијским особинама које је он различито наводио у различитим радовима и периодима.
Чланци објављени током 1970-их и касније наводе да Дебернови резултати објављени 1904. нису сагласни са оним објављеним 1899. и 1900. године. Осим тога, према данашњем знању из области хемије актинијума изводи се закључак да је овај елемент није могао бити ништа друго осим врло мали састојак у Деберновим резултатима из 1899. и 1900. Заправо, хемијске особине материје о којој је он писао наводе на помисао да се у том случају радило о протактинијуму, елементу који није откривен још наредних четрнаест година, само због тога што је „нестао” због своје хидролизе и адсорпције на Деберновом лабораторијском посуђу. То откриће је навело неке ауторе да Гизела „прогласе” особом која је открила актинијум. Нешто умеренију визију научног открића предложио је Адлоф. Он је навео би се ретроспективне критике раних радова требале ублажити због тадашњег нивоа знања из радиохемије: наглашавајући опрезност Дебернових тврдњи у првобитним радовима, он запажа да нико не може са сигурношћу тврдити да Дебернова супстанца није садржавала актинијум. Деберн, који према мишљењима већине историчара важи за проналазача актинијума, изгубио је касније занимање за овај елемент и напустио истраживање. С друге стране, Гизелу се с пуним правом може дати част за прво добијање радиохемијски чистог узорка актинијума као и за одређивање његовог атомског броја 89. Име актинијум потиче од старогрчких речи aktis, aktinos, што значи зрак. Његов симбол Ac такође се користи и као скраћеница за друге супстанце или органска једињења која немају никакве везе са актинијумом, попут ацетила, ацетата и понекад ацеталдехида.

## Особине
Актинијум је меки, сребрено-сјајни, радиоактивни метални елемент. Његов модул смицања (Колумбов модул) врло је близак оном код олова. Због врло снажне радиоактивности актинијума, он у мраку сјаји светлоплавом светлошћу, која потече јер се околни ваздух јонизује због емисије енергетских честица. Хемијске особине су сличне особинама лантана и других лантаноида, те је све те елементе врло тешко раздвојити из руда уранијума. Екстракција растварачима и јоноизмењивачка хроматографија су најчешће методе кориштене у издвајању актинијума. Као први елемент међу актиноидима, по њему је ова група и добила име, на исти начин као што је лантан за лантаноиде. Међутим, актиноиди су у много већој мери различити између себе у односу на лантаноиде, тако да све до 1928. и предлога Чарлса Џанета о најзначајнијој измени Мендељејевог периодног система још од формирања групе лантаноида, тако што је увео актиноиде, а исти предлог имао је и Глен Т. Сиборг 1945. године.
Актинијум врло бурно реагује са кисеоником и влагом из ваздуха градећи бели покровни слој актинијум-оксида који онемогућава даљњу оксидацију. Као и код већине лантаноида и актиноида, актинијум постоји у оксидационом стању +3, а јони Ac3+ су безбојни у растворима. Оксидационо стање +3 се јавља због електронске конфигурације актинијума , са три валентна електрона који се врло лако отпуштају дајући стабилну структуру затворених електронских љусци племенитог гаса радона. Ретко оксидационо стање +2 једино је познато код актинијум-дихидрида (AcH2); мада се и ту можда ради о електридном једињењу као и код његовог лакшег конгенера лантана у једињењу 2.

### Изотопи
Актинијум који се јавља у природи састоји се из два радиоактивна изотопа: 227
Ac (који се налази у радиоактивном низу распадања изотопа 235
U) и 228
Ac, који је трећи по реду „кћерка” изотоп од 232
Th. 227
Ac се претежно распада као бета емитер с врло малом енергијом, али се при 1,38% распада емитира алфа честица, па се стога врло лако може идентификовати помоћу алфа спектрометрије. Укупно је до данас познато 36 радиоизотопа овог елемента, а међу њима је најстабилнији 227
Ac чије време полураспада износи 21,772 година. Након њега следе 225
Ac са временом полураспада од 10 дана и 226
Ac са временом полураспада од 29,37 сати. Сви остали познати радиоактивни изотопи имају времена полураспада краћа од 10 сати, а већина од њих времена краћа од једне минуте. Најкраће време полураспада има изотоп актинијума 217
Ac са 69 наносекунди, а који се распада алфа распадом и електронским захватом. Актинијум има и два позната метастабилна изотопа. У хемији су најзначајнији изотопи 225, 227 и 228.
Обогаћени 227
Ac се налази у равнотежи са својим производима распада након отприлике пола године. Он се распада током свог времена полураспада од 21,772 године емитујући углавном бета (98,62%) и незнатно алфа честице (1,38%), а „кћерке” изотопи су део ланца распада познатог као актинијумов низ. Из разлога своје реткости и слабе распрострањености, ниске енергије бета честица које емитује (највише 44,8 keV) и ниског интензитета алфа зрачења, 227
Ac је врло тешко директно детектирати путем његове емисије па се стога прати само преко производа распада. Изотопи актинијума по атомској тежини имају распон од 206  (206
Ac) до 236 u (236
Ac).
| Изотоп | Производња | Распад                   | Време полураспада |
| ------ | ---------- | ------------------------ | ----------------- |
| 221    |            | α                        | 52                |
| 222    |            | α                        | 5,0               |
| 223    |            | α                        | 2,1               |
| 224    |            | α                        | 2,78              |
| 225    |            | α                        | 10 дана           |
| 226    |            | α, β− електронски захват | 29,37             |
| 227    |            | α, β−                    | 21,77 год.        |
| 228    |            | β−                       | 6,15              |
| 229    |            | β−                       | 62,7              |
| 230    |            | β−                       | 122               |
| 231    |            | β−                       | 7,5               |
| 232    |            | β−                       | 119               |